# Rotheca myricoides
Rotheca myricoides là một loài thực vật có hoa trong họ Hoa môi. Loài này được (Hochst.) Steane & Mabb. miêu tả khoa học đầu tiên năm 1998.

## Hình ảnh

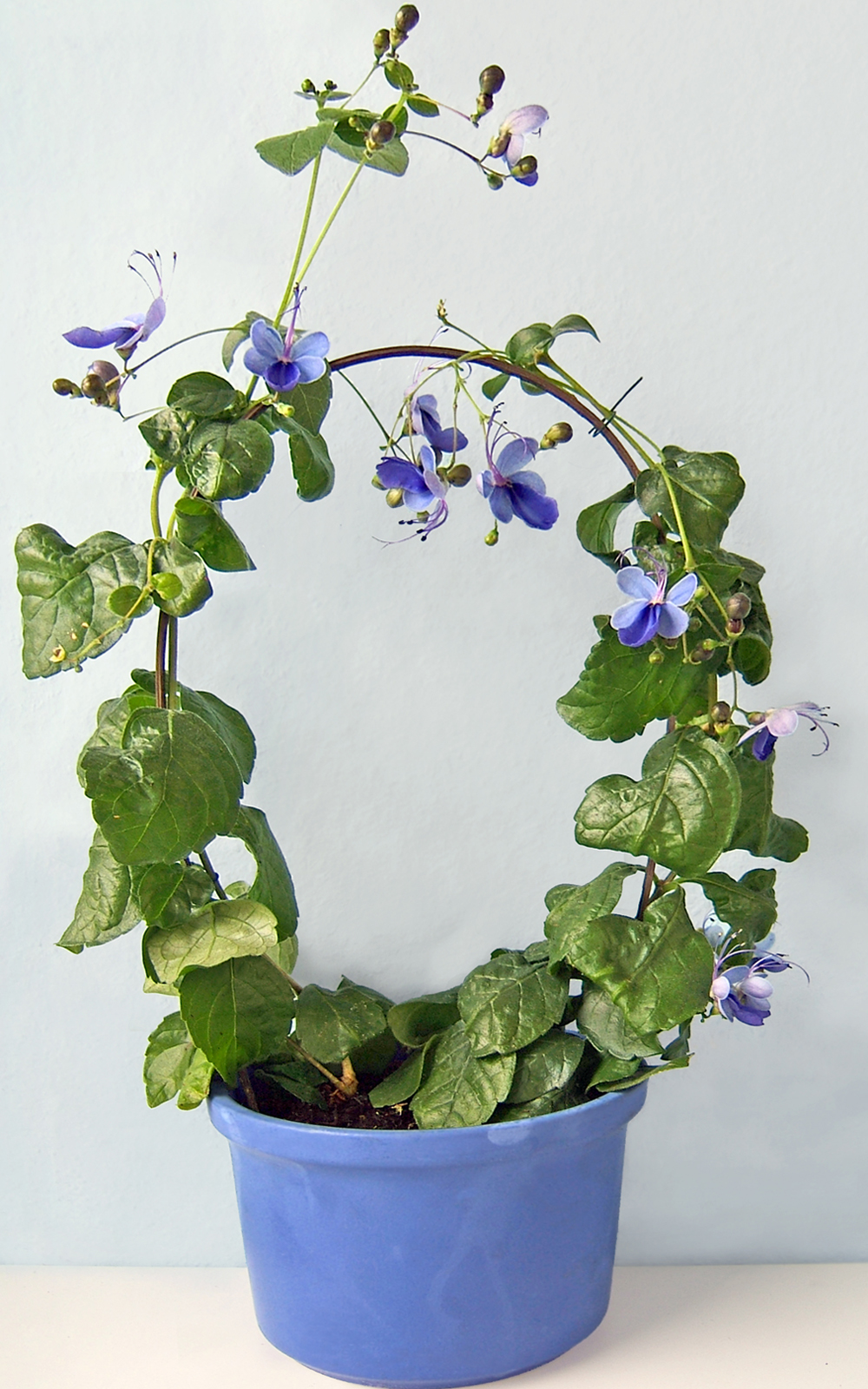
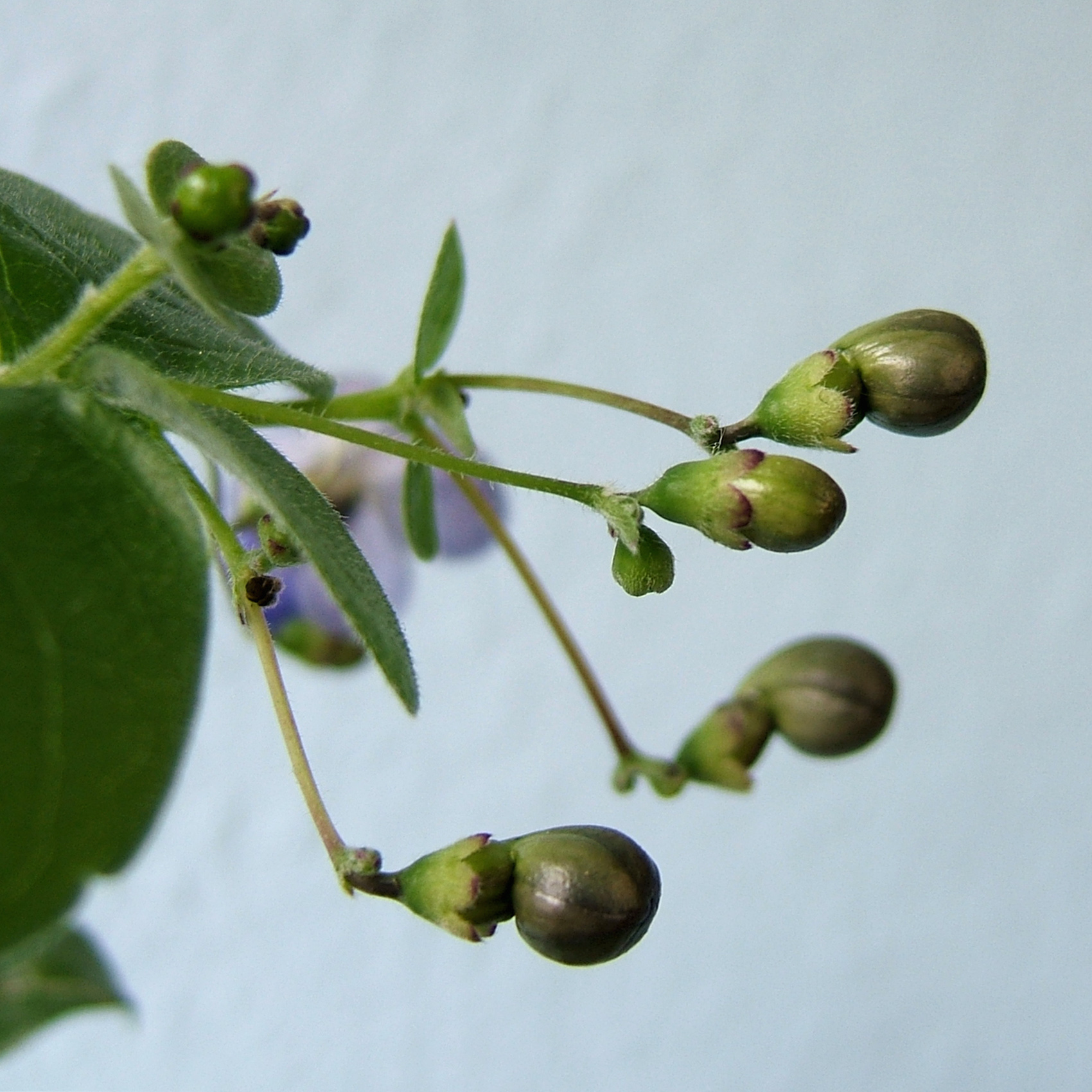
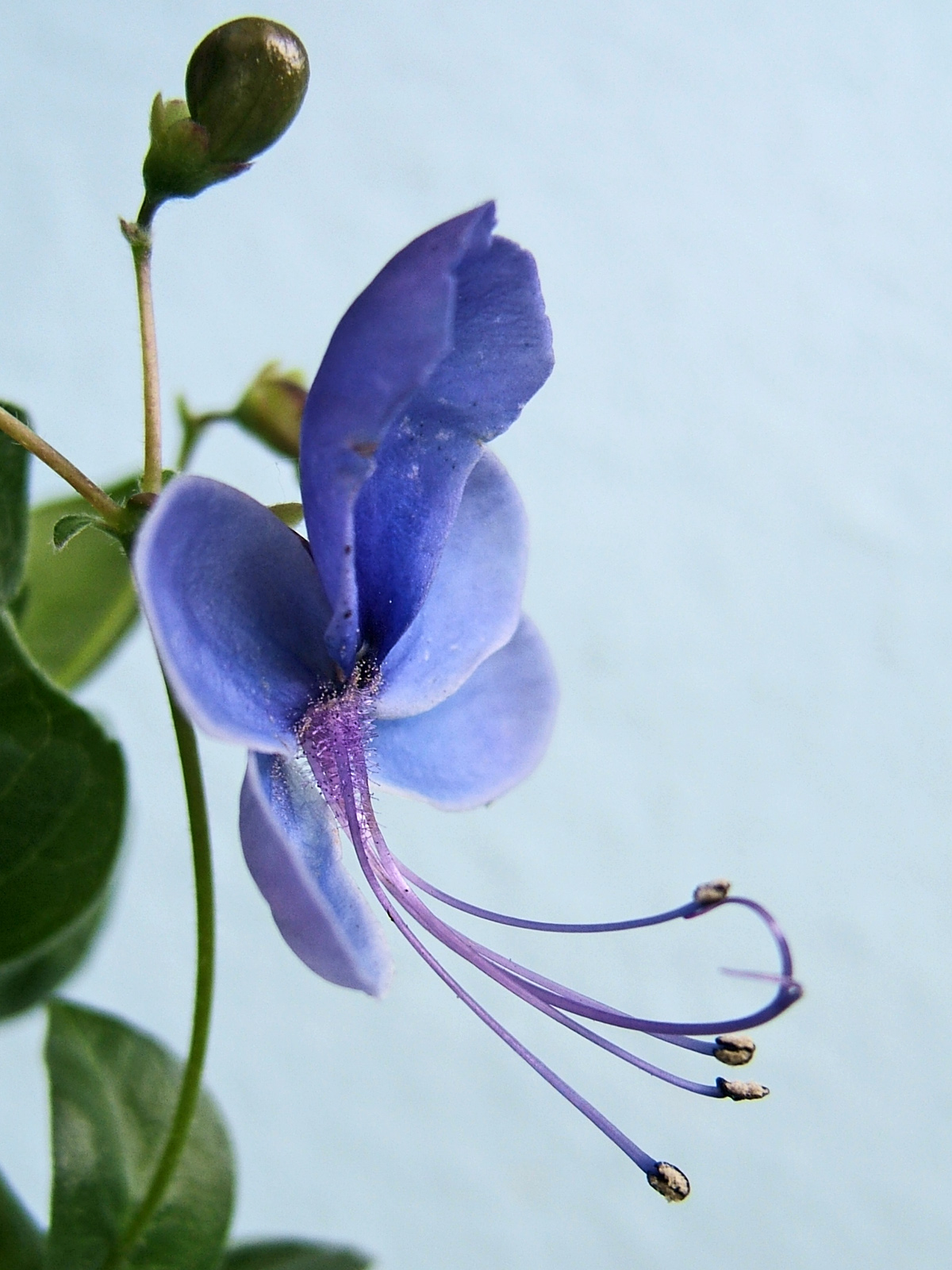
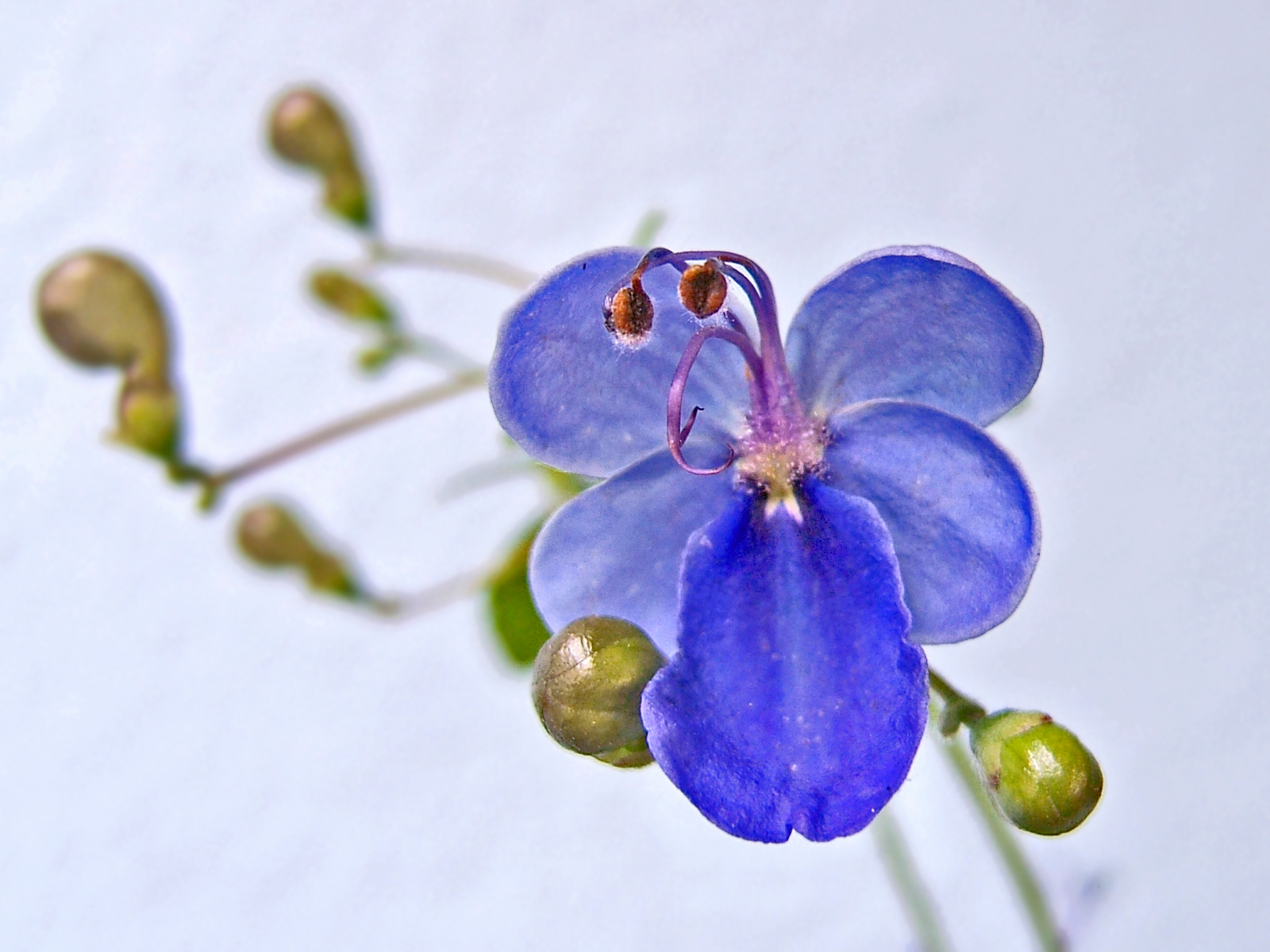